# عظمات إيشينبايف
عظمات إيشينبايف (الروسية: Ишенбаев, Азамат Бейшенбекович) (مواليد 19 يونيو 1978 في الاتحاد السوفييتي) لاعب كرة قدم قيرغيزستاني دولي يجيد اللعب في خط الوسط . يلعب حاليا لصالح نادي دوردوي ديانامو القيرغيزستاني منذ سنة 2001 .

## روابط خارجية
- عظمات إيشينبايف على موقع قاعدة بيانات كرة القدم.إي يو (الإنجليزية)
- عظمات إيشينبايف على موقع ناشيونال فوتبول تيمز (الإنجليزية)
- عظمات إيشينبايف على موقع Soccerway.com (الإنجليزية)